# Poquita fe
Poquita fe és una sèrie de televisió de comèdia espanyola costumbrista creada per Pepón Montero i Juan Maidagán protagonitzada per Raúl Cimas i Esperanza Pedreño.

## Trama
La trama segueix els contratemps de les retrobades de la vida que involucra la parella marcadament poc ambiciosa formada per la treballadora d'infantil Berta i el guàrdia de seguretat José Ramón.

## Repartiment
- Raúl Cimas com a José Ramón[2]
- Esperanza Pedreño com a Berta[2]
- Marta Fernández Muro[1]
- Chani Martín com el veí[2] ('the neighbor')
- Julia de Castro com la cunyada[2] ('the sister-in-law')
- María Jesús Hoyos[2]
- Juan Lombardero[2]
- Pilar Gómez com a Pilar[2]
- Enrique Martínez com a Riki[2]
- Blas Ortiz[2]
- José Manuel Poga[3]

## Producció i llançament
La sèrie és una producció de Buendía Estudios.Fou estrenada a Movistar Plus+ el 4 de juliol de 2023. Al setembre de 2023, el es va anunciar la renovació de la sèrie per a una segona temporada.

## Recepció
Alberto Rey d'El Mundo va valorar que la sèrie de televisió d'humor costumista sublima el «me río por no llorar» molt espanyol.
Raquel Hernández Luján de HobbyConsolas va valorar la sèrie amb 73 punts ("bo"), elogiant el format "molt àgil" i el muntatge (incloent l'ús del fals documental), tot citant com la sèrie mereixia un millor tancament com a punt negatiu.

## Reconeixements
| Any  | Premi                                         | Categoria                                      | Nominat                      | Resultat  | Ref    |
| ---- | --------------------------------------------- | ---------------------------------------------- | ---------------------------- | --------- | ------ |
| 2023 | XXIX Premis Cinematogràfics José María Forqué | Millor sèrie de televisió                      | Millor sèrie de televisió    | Nominat   | [ 9 ]  |
| 2023 | XXIX Premis Cinematogràfics José María Forqué | Millor interpretació masculina en sèrie        | Raúl Cimas                   | Nominat   | [ 9 ]  |
| 2023 | XXIX Premis Cinematogràfics José María Forqué | Millor interpretació femenina en sèrie         | Esperanza Pedreño            | Nominat   | [ 9 ]  |
| 2024 | XI Premis Feroz                               | Millor sèrie de comèdia                        | Millor sèrie de comèdia      | Guanyador | [ 10 ] |
| 2024 | XI Premis Feroz                               | Millor guió en sèrie de televisió              | Pepón Montero, Juan Maidagán | Nominat   | [ 10 ] |
| 2024 | XI Premis Feroz                               | Millor actor en sèrie de televisió             | Raúl Cimas                   | Nominat   | [ 10 ] |
| 2024 | XI Premis Feroz                               | Millor actriu en sèrie de televisió            | Esperanza Pedreño            | Nominat   | [ 10 ] |
| 2024 | XI Premis Feroz                               | Millor actor secundari en sèrie de televisió   | Chani Martín                 | Nominat   | [ 10 ] |
| 2024 | XI Premis Feroz                               | Millor actriu secundària en sèrie de televisió | Julia de Castro              | Nominat   | [ 10 ] |